# 南大羅克鎮區 (阿肯色州夏普縣)
南大羅克鎮區（英語：South Big Rock Township）是位於美國阿肯色州夏普縣的一個行政鎮區。

## 地方資料
南大羅克鎮區的面積為31.43平方千米，當中陸地面積為31.43平方千米，而水域面積為0.00平方千米。根據2010年美國人口普查的數據，當地共有人口166人，而人口密度為每平方千米5.28人。